# کریستوفر بود
کریستوفر بود (انگلیسی: Christoph Budde; ۱۱ فوریهٔ ۱۹۶۳ – ۱ دسامبر ۲۰۰۹) بازیکن فوتبال اهل آلمان بود.
از باشگاه‌هایی که در آن بازی کرده‌است می‌توان به باشگاه فوتبال بروسیا مونشن‌گلادباخ اشاره کرد.